# Hemiasterella ajax
Hemiasterella ajax är en svampdjursart som först beskrevs av de Laubenfels 1950.  Hemiasterella ajax ingår i släktet Hemiasterella och familjen Hemiasterellidae.
Artens utbredningsområde är Bermuda. Inga underarter finns listade i Catalogue of Life.